# Fuencaliente del Burgo

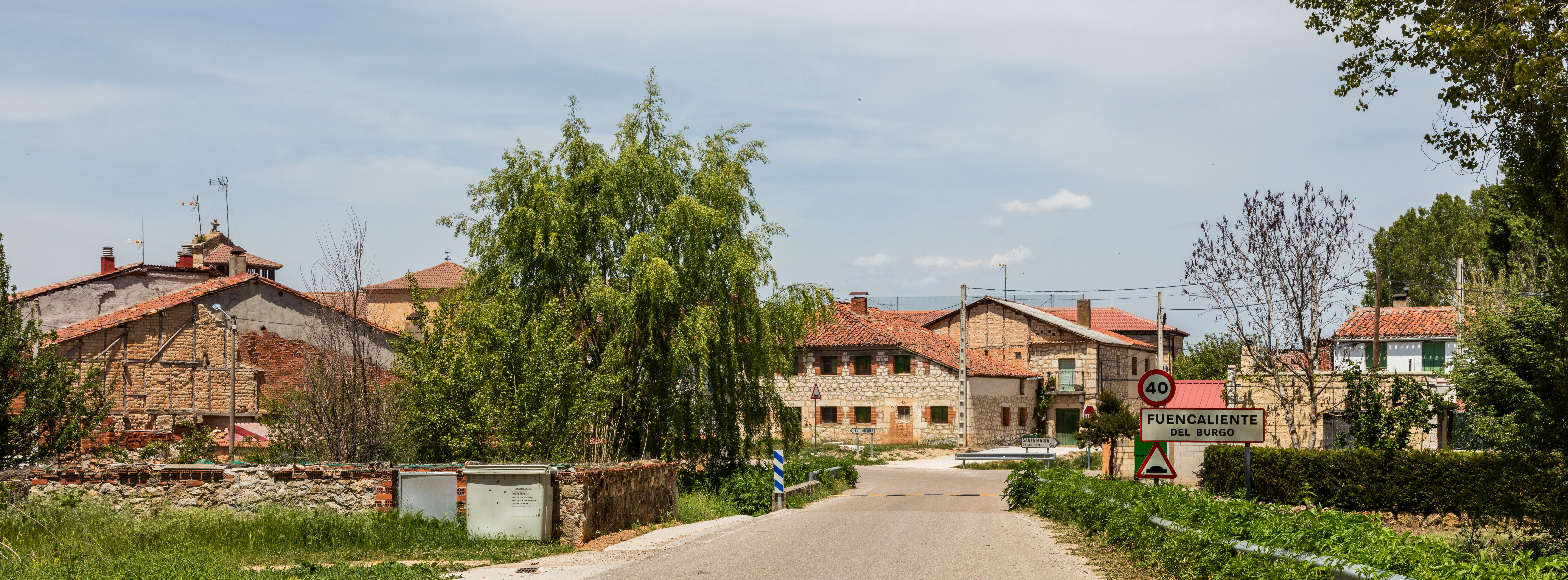
Vista de la entrada al municipio.

Fuencaliente del Burgo es una localidad de la provincia de Soria, partido judicial de El Burgo de Osma, comunidad autónoma de Castilla y León, España. Pueblo de la comarca Tierras del Burgo  que pertenece al municipio de Fuentearmegil.
Desde el punto de vista jerárquico de la Iglesia católica forma parte de la diócesis de Osma la cual, a su vez, pertenece a la archidiócesis de Burgos.

## Geografía
Baña su término el  río Perales afluente por la izquierda del Arandilla y este, a su vez, del Duero.

## Historia
En el censo de 1787, ordenado por el conde de Floridablanca,  figuraba como villa  del Partido de Aranda en la Intendencia de Burgos,  con jurisdicción de señorío y bajo la autoridad del alcalde ordinario, nombrado por el conde de Oñate. Contaba entonces con 488 habitantes.
A la caída del Antiguo Régimen la localidad se constituye en municipio constitucional en la región de Castilla la Vieja, partido de El Burgo de Osma.
Sebastián Miñano  lo describe a principios del siglo XIX como una de las tres aldeas de la villa, conocida entonces como Fuente Armejil, de señorío en la provincia de Burgos, partido de Aranda de Duero, obispado de Osma, con  alcalde pedáneo, 234 vecinos, 1.058 habitantes.

## Demografía
En el año 1981 contaba con 155 habitantes, concentrados en el núcleo principal, pasando a 53 en  2010, 30 varones y 23 mujeres.
| Gráfica de evolución demográfica de Fuencaliente del Burgo entre 2000 y 2010                     |
|                                                                                                  |
| Población de derecho (2000-2010) según los censos de población del INE a 1 de enero de cada año. |

## Monumentos
- Santa María del Valle. Ruinas de un monasterio de monjas bernardas, creado en 1175 y tras ser arrasado por un incendio en 1550 su comunidad fue trasladada a Aranda de Duero. Su primera abadesa, Urraca de Avellaneda, hija de los condes de Miranda y duques de Peñaranda, falleció en 1211. Abadesas: Urraca de Avellaneda (1175-1211), María Antolínez (en 1241), Catalina de Padilla (en 1483). Desde 1189, el monasterio fue filial del Monasterio de Santa María la Real de Las Huelgas, en Burgos.